# Aaron ibn Mish'al
Aaron ibn Mishʿal (in arabo Hārūn ibn Mishʿal, in arabo marocchino Haron ben Mechʿal, o, alla francese Ibn Machâal; ... – Debdou, prima del 1664) è stato un sovrano marocchino di religione ebraica che regnò sul regno di Debdou, nella parte orientale del Marocco, nel XVII secolo. La sua figura è un misto di leggenda e realtà storica. Fu un personaggio di primaria importanza per l'ascesa al potere della dinastia alawide, che ancora oggi regna in Marocco.

## Biografia
Dopo la morte del famoso sultano della dinastia Sa'diana, Aḥmad al-Manṣūr, il Marocco entrò in un periodo turbolento caratterizzato dalla guerra civile per il trono tra i figli del sultano defunto, e dalla frammentazione del paese a beneficio dei vari signori della guerra
All'inizio del regno di Zaydān al-Nāṣir il Sultanato sa'diano era molto indebolito. La confraternita mistica della Zāwiya di Dila controllava il centro del Marocco, mentre la Zāwiya di Illigh estendeva la propria influenza sulle regioni del Souss e sul Draa e il signore della guerra Sidi al-Ayashi prendeva possesso della pianura, delle coste atlantiche del nord-ovest, Salé divenne una repubblica gestita da corsari, Tétouan divenne una città-stato governata dalla famiglia Naqsis.
Nella regione di Tafilalet gli Alawiti fondarono un principato indipendente.
Tra le tante signorie che si vennero a formare, nacque anche un regno ebraico: il Regno di Debdou, che comprendeva tutta la regione di Taza, nella capitale Debdou vi erano decine di sinagoghe a fronte di una sola moschea.

Gli ebrei della città discendevano per lo più dagli ebrei di Siviglia che trovarono rifugio nella città dopo i moti anti-ebraici scoppiati nel Regno di Castiglia nel 1391. La città era ricca grazie alla sua posizione strategica che la rendeva il centro del commercio tra il Sahel, Tafilalet e il Mediterraneo. L'ultimo (e forse anche il primo) sovrano di questo regno fu Aaron ibn Mishʿal.
 
La leggenda narra che divenne così potente e temuto che, come tributo per mantenere la pace, pretendeva ogni anno dalla città di Fez una giovane vergine musulmana. Il sultano alawide al-Rashīd fu attratto dalle leggende sull'immensa ricchezza e sull'influenza militare e politica di Ibn Mishʿal, e inizialmente cercò l'alleanza con il re ebraico. Senza il sostegno di Ibn Mishʿal, probabilmente al-Rashīd non avrebbe mai potuto consolidare il proprio potere, infatti fu grazie ad Ibn Mishʿal che il sultano riuscì a negoziare e a ricevere il riconoscimento delle tribù Rhiata, Branes, Tsoul, Gzennaya, Mtalsa e Aït Wrayn.
Sempre più desideroso della ricchezza di Ibn Mishʿal, al-Rashīd, travestito da donna, riuscì ad entrare nella residenza del sovrano ebraico, uccidendolo, appropriandosi delle sue ricchezze e del suo regno, stabilendo momentaneamente la sua capitale a Taza e formando un grande esercito, preparandosi alla conquista di Sigilmassa e Fez.
I tolba (studenti delle scuole coraniche) di Fez ricordano e festeggiano ancora oggi l'anniversario dell'uccisione di Ibn Mishʿal, che aveva gettato il panico nella città di Fès, città costretta a pagargli tributi.